# Pañuelo de castigo

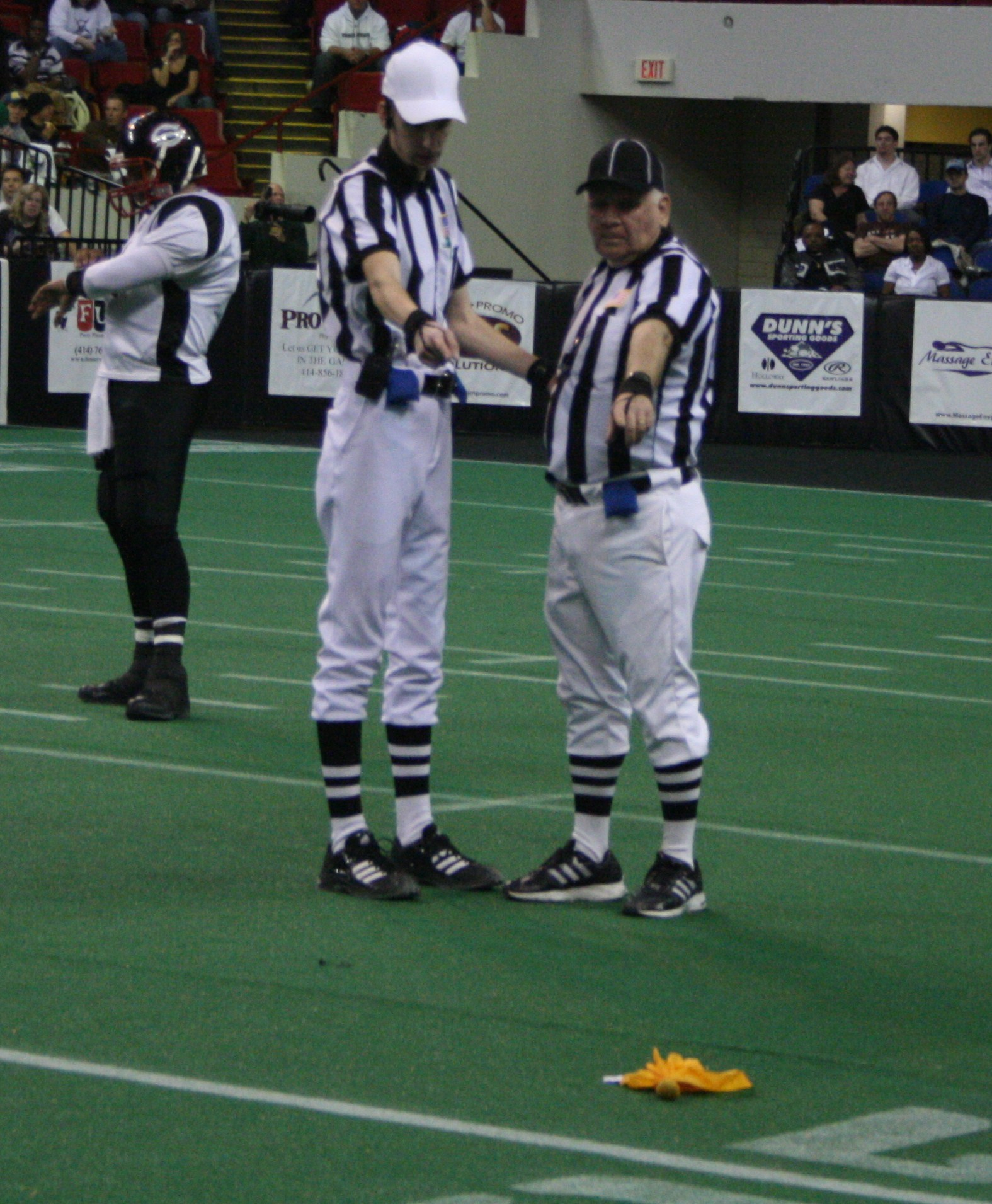
Oficiales de juego apuntando a un pañuelo de castigo.

Un pañuelo de castigo o bandera de castigo (del inglés: penalty flag) es un pedazo de tela de color amarillo usado en el fútbol americano y lacrosse por los oficiales de juego para identificar y en ocasiones marcar la ubicación donde se cometieron castigos o infracciones durante el transcurso de una jugada. Normalmente está envolviendo algo que sirva como "peso", como arena o frijoles de manera que pueda ser lanzado al aire a una distancia y precisión dadas.
La idea del pañuelo de castigo viene del entrenador de Youngstown State Dwight Beede y fue usado por primera ocasión en un partido en contra de Oklahoma City University el 17 de octubre de 1941.  Antes de llegar al uso de los pañuelos, los oficiales utilizaban pequeñas trompetas o solo usaban silbatos para señalar un castigo.  La adopción del uso oficial de estos pañuelos indicadores fue en la sesión de adopción de reglas de la Asociación de Entrenadores de Fútbol Americano en 1948.  La National Football League los usó por primera ocasión el 17 de septiembre de 1948 en un partido entre los Green Bay Packers contra de los Boston Yanks.